# Pseudobranchus
Pseudobranchus là một chi kỳ giông giống như lươn.Pseudobranchus có mang ngoài suốt tuổi trưởng thành và thiếu chân sau.Pseudobranchus có thể được phân biệt với các thành viên của chi Siren trong họ Sirenidae là ba ngón chân trên mỗi bàn chân chứ không phải là bốn. Như Siren, chúng bị hạn chế ở Đông Nam Hoa Kỳ.

## Loài
Chi Pseudobranchus bao gồm các loài sau:
- Pseudobranchus axanthus (P. axanthus)
  - Narrow-striped dwarf siren (P. a. axanthus)
  - Everglades dwarf siren (P. a. belli)
- Pseudobranchus striatus (P. striatus)
  - Broad-striped dwarf siren (P. s. striatus)
  - Gulf Hammock dwarf siren (P. s. lustricolus)
  - Slender dwarf siren (P. s. spheniscus)

## Hình ảnh

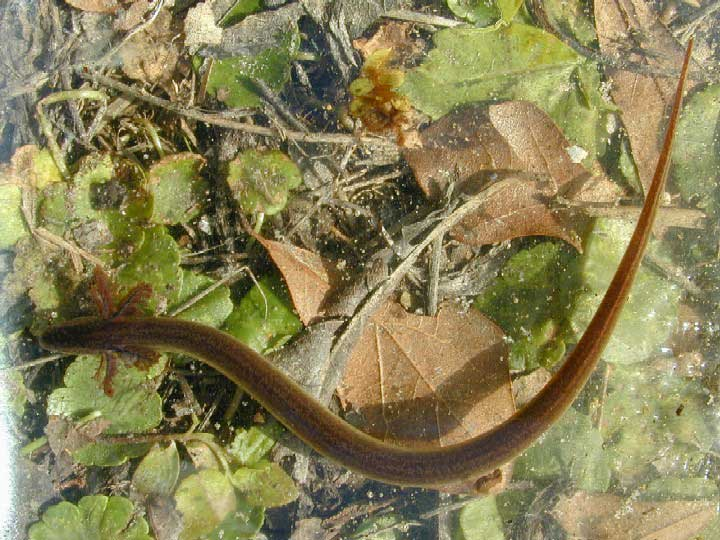